# Liste der Bodendenkmale in Mescherin
In der Liste der Bodendenkmale in Mescherin sind alle Bodendenkmale der brandenburgischen Gemeinde Mescherin und ihrer Ortsteile aufgelistet. Grundlage ist die Veröffentlichung der Landesdenkmalliste mit dem Stand vom 31. Dezember 2020.
Die Baudenkmale sind in der Liste der Baudenkmale in Mescherin aufgeführt.

## Bodendenkmale
| Gemarkung               | Flur    | Kurzansprache | Bodendenkmalnummer | Bemerkung | Bild |
| ----------------------- | ------- | --- | ------------------ | --------- | ---- |
| Gartz, Mescherin (Lage) | 2, 3, 2 | Siedlung römische Kaiserzeit, Siedlung Neuzeit, Siedlung deutsches Mittelalter, Siedlung slawisches Mittelalter, Siedlung Bronzezeit, Siedlung Eisenzeit | 140379             |           |      |
| Mescherin (Lage)        | 1       | Siedlung Bronzezeit | 140519             |           |      |
| Mescherin (Lage)        | 2       | Siedlung Neolithikum | 140520             |           |      |
| Mescherin (Lage)        | 2       | Siedlung slawisches Mittelalter | 140521             |           |      |
| Mescherin (Lage)        | 1       | Siedlung römische Kaiserzeit, Siedlung Eisenzeit | 140582             |           |      |
| Mescherin (Lage)        | 1       | Gräberfeld Bronzezeit | 140583             |           |      |